# Dennis Hoey
Dennis Hoey , rojen Samuel David Hyams, britanski filmski in gledališki igralec, * 30. marec 1893, London, Anglija, † 25. julij 1960, Palm Beach, Florida, ZDA.
Hoey je najbolj poznan po vlogi inšpektorja Lestrada v filmski seriji Sherlock Holmes, posneti pod okriljem korporacije Universal Studios. Nastopil je tudi v filmih The Foxes of Harrow in Tarzan and the Leopard Woman. Po koncu pevske kariere se je Hoey leta 1918 preusmeril v gledališko igro in kasneje v filmsko industrijo. Leta 1931 se je preselil v ZDA in pričel nastopati v hollywoodskih filmih. Pojavil se je tudi v ameriški produkciji gledališke priredbe Helen Jerome Jane Eyre v vlogi Mr. Rochesterja. V gledališki priredbi klasičnega dela angleške pisateljice Charlotte Brontë se je na odru pojavil poleg Katharine Hepburn. Hoeyja so pokopali na pokopališču Myrtle Hill Memorial Park v Tampi, Florida. V 45. številki revije Films of the Golden Age je objavljen intervju Toma Weaverja s Hoeyjevim sinom Michaelom A. Hoeyjem. Slednji v intervjuju izčrpno prikaže zgodnje življenje, kariero, zakonske zveze in smrt Dennisa Hoeyja.

## Izbrana filmografija
- Tiptoes (1927), Hotelier
- The Mystery of the Marie Celeste (1935), Tom Goodschard
- Brewster's Millions (1935)
- Cairo (1942), Colonel Woodhue
- Sherlock Holmes and the Secret Weapon (1943), inšpektor Lestrade
- Frankenstein Meets the Wolf Man (1943), inšpektor Owen
- Sherlock Holmes Faces Death (1943), inšpektor Lestrade
- The Spider Woman (1944), inšpektor Lestrade
- Biser smrti (1944), inšpektor Lestrade
- National Velvet (1944), Mr. Greenford
- Kitty (1945), Mr. Selby
- Sherlock Holmes and the House of Fear (1945), inšpektor Lestrade
- Tarzan and the Leopard Woman (1946), komisar
- Terror by Night (1946), inšpektor Lestrade
- Anna and the King of Siam (1946), sir Edward
- The Foxes of Harrow (1947), Master of Harrow
- Ivana Orleanska (1948), sir William Glasdale
- The Secret Garden (1949), Mr. Pitcher

## Gledališke vloge
- Hassan (1924), Masrur
- Katja (1926), Ivo
- Green Waters (1936), Ian McRuvie
- Jane Eyre (1936), Mr. Rochester
- Virginia (1937), sir Guy Carleton
- Empress of Destiny (1938), Potemkin
- The Circle (1938), lord Porteous
- Lorelei (1938), Reprecht Eisenkranz
- The Burning Deck (1940), Captain Applegate
- Heart of a City (1942), Leo Saddle
- The Haven (1946), Edmund Durward
- Getting Married (1951), general